# Toro Mbayen
Toro Mbayen (Namensvariante: N'Toro Baien, Toro Bah und Toro Mbaine; Schreibvariante: Toro MBaien) ist eine Ortschaft im westafrikanischen Staat Gambia.
Nach einer Berechnung für das Jahr 2013 leben dort etwa 602 Einwohner, das Ergebnis der letzten veröffentlichten Volkszählung von 1993 betrug 580.

## Geographie
Toro Mbayen liegt in der North Bank Region im Distrikt Lower Baddibu. Der Ort liegt rund sechs Kilometer nördlich von Suwareh Kunda.